# Tetratheca
Tetratheca Sm. – rodzaj roślin z rodziny eleokarpowatych (Elaeocarpaceae). Obejmuje 52 gatunki. Występują one w Australii we wszystkich stanach i terytoriach oprócz Terytorium Północnego.
Nazwa rodzaju wywodzi się z języka greckiego i oznacza cztery („tetra”) i pudełko („theca”). Nazwa ta odnosi się do czterech komór pylników, charakterystycznych dla tego rodzaju.

## Morfologia
PokrójZwarte lub rozłożyste krzewy. Łodyga walcowata, lekko zwężająca się ku górze, skrzydlata lub prążkowana, zwykle owłosiona.
LiścieNagie lub gruczołowo-owłosione, czasami zredukowane i łuskopodobne.
KwiatySzypułka ma często ciemny kolor. Posiada 4 (czasami 5) działek kielicha, zazwyczaj ciemnej barwy, zwykle nietrwałych przy owocach. Mają 4 (lub 5) płatków, zwykle głębokiego różowo-liliowego koloru, czasami są bledsze lub całkiem białe, zwykle nietrwałe przy owocach. Zwykle 8 pręcików spiralnie sparowanych, usadowione poniżej słupka. Pylniki posiadają 4 komory. Zalążnia jest bardzo zredukowana, zwykle w postaci nitkowatej.
OwoceTorebki otwierające się podłużnie. Nasiona mają 2–4 mm długości, są brązowe i gładkie, z drobnymi włoskami i wyrostkiem.

## Biologia i ekologia
Rośliny dwupienne. W kwiatach nie zaobserwowano nektaru. Rośliny mezofityczny (przystosowane do klimatu umiarkowanie wilgotnego) lub kserofityczne.

## Systematyka
Pozycja według APweb
Przedstawiciel rodziny eleokarpowatych (Elaeocarpaceae) należącej do rzędu szczawikowców (Oxalidales).
Wykaz gatunków
- Tetratheca affinis Endl.
- Tetratheca angulata R.Butcher
- Tetratheca aphylla F.Muell.
- Tetratheca applanata R.Butcher
- Tetratheca bauerifolia F.Muell. ex Schuch.
- Tetratheca butcheriana A.J.Perkins
- Tetratheca chapmanii Alford
- Tetratheca ciliata Lindl.
- Tetratheca confertifolia Steetz
- Tetratheca decora Joy Thomps.
- Tetratheca ×deltoidea Joy Thomps.
- Tetratheca efoliata F.Muell.
- Tetratheca ericifolia Sm.
- Tetratheca erubescens J.P.Bull
- Tetratheca exasperata R.Butcher
- Tetratheca fasciculata Joy Thomps.
- Tetratheca filiformis Benth.
- Tetratheca fordiana R.Butcher
- Tetratheca glandulosa Sm.
- Tetratheca gunnii Hook.f.
- Tetratheca halmaturina J.M.Black
- Tetratheca harperi F.Muell.
- Tetratheca hirsuta Lindl.
- Tetratheca hispidissima Steetz
- Tetratheca insularis Joy Thomps.
- Tetratheca juncea Sm.
- Tetratheca labillardierei Joy Thomps.
- Tetratheca neglecta Joy Thomps.
- Tetratheca nephelioides R.Butcher
- Tetratheca nuda Lindl.
- Tetratheca parvifolia Joy Thomps.
- Tetratheca paucifolia Joy Thomps.
- Tetratheca paynterae Alford
- Tetratheca phoenix R.Butcher
- Tetratheca pilata R.Butcher
- Tetratheca pilifera Lindl.
- Tetratheca pilosa Labill.
- Tetratheca plumosa R.Butcher
- Tetratheca procumbens Gunn ex Hook.f.
- Tetratheca pubescens Turcz.
- Tetratheca remota Joy Thomps.
- Tetratheca retrorsa Joy Thomps.
- Tetratheca rubioides A.Cunn.
- Tetratheca rupicola Joy Thomps.
- Tetratheca setigera Endl.
- Tetratheca shiressii Blakely
- Tetratheca similis Joy Thomps.
- Tetratheca spartea (Benth.) R.Butcher
- Tetratheca spenceri R.Butcher & Cockerton
- Tetratheca stenocarpa J.H.Willis
- Tetratheca subaphylla Benth.
- Tetratheca thymifolia Sm.
- Tetratheca virgata Steetz